# Atalanta Bergamasca Calcio U23
L'Atalanta Bergamasca Calcio U23, meglio nota come Atalanta U23, è la seconda squadra dell'Atalanta Bergamasca Calcio, società calcistica italiana con sede nella città di Bergamo. Milita in Serie C, la terza divisione del campionato italiano.
Fondata nel 2023, la squadra è la seconda del suo genere ad essere entrata in attività nel Paese, dopo la Juventus Next Gen, ed è una delle due formazioni maschili che rappresentano il club bergamasco in ambito professionistico — benché sia sottoposta a limiti sia d'età anagrafica, sia in ambito strettamente sportivo-societario —, nonché complessivamente la seconda in ordine gerarchico all'interno della società nerazzurra, succedendo la prima squadra e precedendo la formazione Primavera, appartenente al settore giovanile.

## Storia
Storicamente, l'Atalanta è conosciuta per il suo settore giovanile, sia in Italia, in cui è ritenuto uno dei migliori vivai nazionali, sia in Europa. La squadra che ha vinto la Coppa Italia 1962-1963 era costituita prevalentemente da giocatori cresciuti nel club, come Angelo Domenghini e Piero Gardoni. Inoltre, molti giocatori che hanno iniziato la propria carriera nelle file dei bergamaschi, come Gaetano Scirea, si sono successivamente trasferiti nei club più importanti di Serie A e del calcio europeo, e le stesse formazioni giovanili si sono più volte distinte per i successi ottenuti a livello nazionale, fra cui i quattro titoli vinti nel Campionato Primavera (l'ultimo dei quali nel 2020).
Nel maggio del 2018, a seguito della mancata qualificazione della nazionale maggiore italiana al campionato mondiale dello stesso anno, la FIGC ha scelto di implementare alcune nuove riforme, tra cui l'introduzione delle seconde squadre, le quali erano già presenti in alcuni dei principali campionati europei. Il primo club italiano a creare la propria squadra B fu la Juventus: la Juventus Next Gen (inizialmente nota come Juventus U23) venne ufficialmente ammessa in Serie C il 3 agosto 2018.
Il 21 giugno 2023, a seguito della mancata iscrizione al campionato di Serie C del Siena, l'Atalanta U23 viene ufficialmente fondata e iscritta al girone A: gli orobici diventano così la seconda società italiana ad iscrivere una seconda squadra in un campionato professionistico. Per l'annata di debutto della formazione, il club bergamasco sceglie lo Stadio Comunale di Caravaggio, normalmente utilizzato dall'omonima squadra locale, come sede delle partite giocate in casa: tuttavia, a causa della necessità di completare i lavori di riqualificazione, i primi incontri casalinghi vengono disputati allo stadio Città di Gorgonzola, dato in affitto alla Giana Erminio dal comune cittadino. Quanto alla guida tecnica, Fabio Gatti viene nominato direttore sportivo, mentre Francesco Modesto diventa il primo allenatore nella storia della squadra, affiancato dall'ex atalantino Giuseppe Biava nelle vesti di secondo.
Il 3 settembre seguente, l'Atalanta U23 disputa il suo primo incontro ufficiale, una sfida di campionato contro la Virtus Verona, che si conclude con un 3-2 a favore del club veneto; nell'occasione, Moustapha Cissé mette a segno la prima rete nella storia del club. Il club termina la sua prima stagione al 5º posto, posizione che qualifica il club orobico ai play-off, dove viene eliminato al primo turno dal Catania.
Nella sua seconda stagione il club orobico termina il campionato di Serie C all'ottavo posto, qualificandosi ai play off grazie anche alle reti del capocannoniere del Girone A Vanja Vlahović. Dopo aver sconfitto il Trento, l'AlbinoLeffe e la Torres, l'Atalanta U23 viene eliminata nel secondo turno nazionale a seguito del doppio pareggio con l'Audace Cerignola in virtù del miglior piazzamento dei pugliesi in campionato: questo risultato è, tuttavia, il migliore di una seconda squadra in Italia.
Nella stagione 2025/26 la squadra viene inserita per la prima volta nel girone C di Serie C e cambia la guida tecnica, con Salvatore Bocchetti che diventa allenatore del club.

## Colori e simboli

### Colori
L'uniforme di gioco dell’Atalanta U23, identica a quella indossata dalla prima squadra, è composta da una maglia a strisce verticali nere e azzurre, tradizionalmente abbinata a pantaloncini neri e calzettoni azzurri.

### Simboli ufficiali
La seconda squadra bergamasca ha adottato lo stemma già utilizzato dalla prima squadra maschile. La denominazione della società deriva dalla figura mitologica di Atalanta. Spesso la società bergamasca viene soprannominata la Dea, anche se l'eroina da cui si era preso spunto non era effettivamente una divinità, bensì la figlia di Iaso, re dell'Arcadia. Il logo ufficiale della squadra è costituito dal viso della principessa, ritratto di profilo, su sfondo nerazzurro.

## Strutture

### Stadio
A partire dalla stagione 2023-2024, il terreno di gioco che ospita gli incontri in casa dell'Atalanta U23 è lo stadio comunale di Caravaggio, normalmente utilizzato dall'omonima squadra locale. Il Comunale ha una capienza di circa 2180 posti a sedere, mentre il terreno di gioco ha una superficie di circa 105×65 metri; ai lati del campo da calcio, si trova una pista di atletica internazionale.
In attesa degli adeguamenti al calcio professionistico dell'impianto di Caravaggio, la squadra ha transitoriamente giocato le prime partite della stagione 2023-2024 allo stadio Città di Gorgonzola, campo casalingo della Giana Erminio.

### Centro di allenamento
La squadra si allena al centro sportivo "Achille e Cesare Bortolotti" di Zingonia, a Ciserano, lo stesso utilizzato dalla prima squadra e dalle restanti formazioni giovanili.

## Società

### Organigramma societario
Aggiornato al 13 aprile 2024.
- Antonio Percassi - Presidente
- Stephen Pagliuca - Co-Chairman
- Luca Percassi - Amministratore delegato
- Fabio Gatti - Direttore sportivo U23

### Sponsor
- 2023-2025 Joma
- 2025- New Balance

## Allenatori e presidenti
| Allenatori - 2023-2025 Francesco Modesto - 2025- Salvatore Bocchetti | Presidenti - 2023- Antonio Percassi |

## Calciatori

### Capitani
Alberto Masi (2023-2025)

## Statistiche e record

### Partecipazione ai campionati
| Livello | Categoria | Partecipazioni | Debutto   | Ultima stagione | Totale |
| ------- | --------- | -------------- | --------- | --------------- | ------ |
| 3º      | Serie C   | 3              | 2023-2024 | 2025-2026       | 3      |

### Partecipazione alle coppe
| Competizione         | Partecipazioni | Debutto   | Ultima stagione | Totale |
| -------------------- | -------------- | --------- | --------------- | ------ |
| Coppa Italia Serie C | 3              | 2023-2024 | 2025-2026       | 3      |

### Statistiche individuali
Statistiche aggiornate al 16 agosto 2025.
| Record di presenze - 76 Emmanuel Gyabuaa (2023-2025) - 67 Lorenzo Bernasconi (2023-) - 62 Simone Panada (2023-) - 55 Paolo Vismara (2023-2024; 2025-) 55 Vanja Vlahović (2023-2025) - 55 Davide Ghislandi (2023-) - 53 Andrea Ceresoli (2023-2025) 53 Tommaso Del Lungo (2023-) 53 Tommaso De Nipoti (2023-) - 41 Marco Palestra (2023-2024) | Record di reti totali - 28 Vanja Vlahović (2023-2025) - 16 Dominic Vavassori (2024-) - 9 Moustapha Cissé (2023-2024, 2025-) - 7 Simone Panada (2023-) - 6 Filippo Alessio (2024-) - 5 Siren Diao (2024-2025) 5 Davide Ghislandi (2023-) 5 Federico Bergonzi (2024-) 5 Federico Cassa (2023-) - 4 Christian Capone (2023-2024) 4 Jonathan Italeng (2023-2024) 4 Giuseppe Di Serio (2023-2024) 4 Tommaso Del Lungo (2023-) 4 Lorenzo Bernasconi (2023-) 4 Andrea Ceresoli (2023-2025) |

## Organico

### Rosa 2025-2026
Rosa aggiornata all'11 agosto 2025.
| N. |                    | Ruolo | Calciatore         |
| -- | ------------------ | ----- | ------------------ |
| 1  | Polonia (bandiera) | P     | Piotr Pardel       |
| 2  | Italia (bandiera)  | D     | Pietro Tornaghi    |
| 3  | Italia (bandiera)  | D     | Tommaso Del Lungo  |
| 4  | Italia (bandiera)  | D     | Gabriele Berto     |
| 9  | Italia (bandiera)  | A     | Tommaso De Nipoti  |
| 10 | Italia (bandiera)  | C     | Simone Panada      |
| 11 | Italia (bandiera)  | C     | Dominic Vavassori  |
| 13 | Italia (bandiera)  | D     | Pietro Comi        |
| 14 | Italia (bandiera)  | D     | Davide Ghislandi   |
| 15 | Serbia (bandiera)  | P     | Relja Orbic        |
| 16 | Italia (bandiera)  | C     | Samuel Giovane     |
| 17 | Benin (bandiera)   | A     | Candas Fiogbe      |
| 21 | Italia (bandiera)  | C     | Alberto Manzoni    |
| 27 | Italia (bandiera)  | A     | Dominic Vavassori  |
| 31 | Italia (bandiera)  | A     | Federico Cassa     |
| 32 | Italia (bandiera)  | C     | Javison Idele      |
| 33 | Italia (bandiera)  | D     | Lorenzo Bernasconi |
| 37 | Spagna (bandiera)  | D     | Albert Navarro     |
| 66 | Italia (bandiera)  | D     | Federico Bergonzi  |
| 82 | Italia (bandiera)  | A     | Edoardo Leonardo   |
| 95 | Italia (bandiera)  | P     | Paolo Vismara      |

| N. |                           | Ruolo | Calciatore            |
| -- | ------------------------- | ----- | --------------------- |
|    | Italia (bandiera)         | P     | Jacopo Sassi          |
|    | Italia (bandiera)         | P     | Mattia Bianchi        |
|    | Italia (bandiera)         | D     | Giorgio Cittadini     |
|    | Italia (bandiera)         | D     | Matteo Plaia          |
|    | Italia (bandiera)         | D     | Tommaso Cavalli       |
|    | Italia (bandiera)         | D     | Alessio Guerini       |
|    | Italia (bandiera)         | D     | Matteo Plaia          |
|    | Italia (bandiera)         | D     | Federico Simonetto    |
|    | Italia (bandiera)         | C     | Matteo Colombo        |
|    | Italia (bandiera)         | C     | Federico Zuccon       |
|    | Italia (bandiera)         | C     | Lorenzo Riccio        |
|    | Croazia (bandiera)        | C     | Sergej Levak          |
|    | Italia (bandiera)         | C     | Andrea Piantoni       |
|    | Finlandia (bandiera)      | C     | Daniel Armstrong      |
|    | Rep. del Congo (bandiera) | C     | Digne Kelas Pounga    |
|    | Italia (bandiera)         | C     | Andrea Olivieri       |
|    | Italia (bandiera)         | C     | Alessandro Cortinovis |
|    | Italia (bandiera)         | A     | Andrea Bonanomi       |
|    | Romania (bandiera)        | A     | Alexandru Capac       |
|    | Guinea (bandiera)         | A     | Moustapha Cissé       |
|    | Italia (bandiera)         | A     | Giulio Misitano       |

### Staff tecnico
Staff tecnico aggiornato al 9 luglio 2025.
- Salvatore Bocchetti - Allenatore
- Giuseppe Biava - Allenatore in seconda
- Giacomo Gigliotti - Preparatore atletico
- Daniele Maggioni - Preparatore atletico
- Giorgio Frezzolini - Preparatore dei portieri
- Marco Liberalon - Match Analyst
- - Team Manager